# Hi-Fi

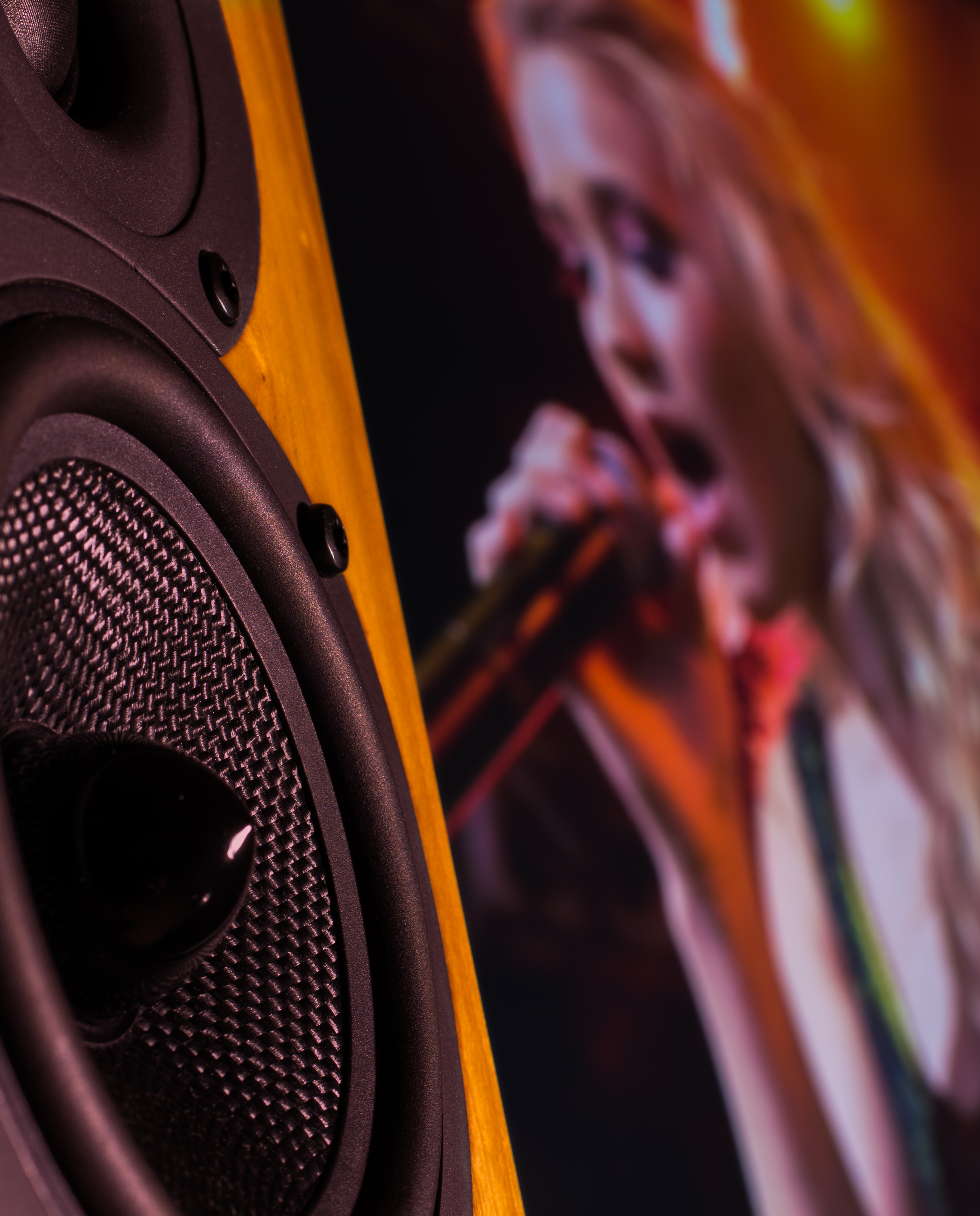
하이파이 스피커

Hi-Fi는 음향 기기 등에서 "원음과 원화에 충실한 재현"이라는 의미를 가진다. 하이 피델리티(high fidelity)의 줄임말로, 고충실도(高忠實度)라고도 한다.

## 역사
하이파이라는 개념이 등장하기 시작한 것은 1920년대 말의 영국이다. 하이파이는 이내 미국과 유럽 대륙을 점령하게 되며, 1967년 독일 아마추어 라디오 클럽의 기관지에 이런 구절이 실렸다. "이 용어는 소리를 재생할 때 주파수의 범위를 늘릴 것과, 주파수 그래프가 가능한 직선 모양을 띌 것을 요구한다."

## 같이 보기
- 고해상도 오디오